# مجموعة سي دي سي
مجموعة سي دي سي (بالإنجليزية: CDC Group)‏ هي مؤسسة تمويل التنمية في المملكة المتحدة. مملوكة بالكامل لحكومة المملكة المتحدة، استثمرت المؤسسة في إفريقيا وآسيا لأكثر من 70 عامًا. من خلال الاستثمار من أجل التأثير، تهدف المؤسسة إلى مساعدة البلدان في إفريقيا وآسيا على بناء اقتصادات مزدهرة توفر فرصًا مستدامة.

## التاريخ
تم إنشاء المؤسسة في عام 1948 في ظل حكومة كليمنت أتلي كوسيلة لدعم الأراضي البريطانية في الخارج. كان مشروع قانون تنمية الموارد الخارجية قد أوجد المؤسسة باعتبارها مؤسسة التنمية الاستعمارية، وذلك من قبل السير سيدني كين، الذي كان مستشارًا ماليًا لوزير الدولة لشؤون المستعمرات.
بعد استقلال العديد من المستعمرات، تمت إعادة تسمية المؤسسة باسم شركة تطوير الكومنولث في عام 1963 وسمح لها بالاستثمار خارج الكومنولث في عام 1969.
كجزء من قانون شركة تطوير الكومنولث لعام 1999، تم تحويل المؤسسة من شركة قانونية إلى شركة عامة محدودة وأعيدت تسميتها، مع ملكية جميع الأسهم من قبل حكومة المملكة المتحدة.

## المهمة والنطاق

### الاستثمارات المباشرة والوسيطة
تستثمر المؤسسة مباشرة في الشركات والمشاريع والبنوك في إفريقيا وجنوب آسيا، وكذلك من خلال الصناديق أو الوسطاء الماليين الآخرين.

### الأسواق الجغرافية
تغطي محفظة المؤسسة إفريقيا وجنوب آسيا. غالبًا ما تركز على الأسواق الأكثر تحديًا داخل تلك المناطق حيث يشعر أن رأس المال يمكن أن يكون له أكبر تأثير.

### القطاعات
تستهدف الشركة القطاعات عالية التأثير حيث يؤدي النمو إلى خلق فرص العمل. وتشمل هذه الخدمات المالية والزراعة والبنية التحتية.

### إضافة القيمة
تعمل المؤسسة مع الشركات التي تستثمر فيها لإضافة قيمة تتجاوز التمويل. تعمل الشركة على تحديد الفرص بشكل استباقي لتحسين استدامة شركات الحافظة في قضايا تشمل المساواة بين الجنسين، وتحسين جودة الوظائف، وبناء القدرات لإدارة القضايا البيئية والاجتماعية.

## روابط خارجية
- CDC - كابيتال للتطوير
- مكتب التدقيق الوطني
- يعلن مركز السيطرة على الأمراض (CDC) عن النتائج السنوية لعام 2008